# Championnat de Finlande de hockey sur glace 2019-2020
Saison précédente Saison suivante
La saison 2019-2020 est la 45e saison de la Liiga, le championnat élite de hockey sur glace en Finlande.
La saison régulière commence le 14 septembre 2019 et se termine le 13 mars 2020 en raison de la Pandémie de Covid-19 sans que les séries éliminatoires ne soient jouées.

## Liiga

### Déroulement
Les quinze équipes de la division élite doivent jouer chacune un total de 60 matchs lors de la saison régulière. Si après le temps réglementaire les deux équipes sont à égalité, cinq minutes de prolongation sont jouées et la première équipe marquant alors un but remporte le match. Si aucun but n'est marqué pendant la prolongation, le match se décide en tirs de fusillade.
Une victoire après le temps réglementaire donne 3 points, une victoire pendant les prolongations donne 2 points, le perdant gagne 1 point.
À l'issue de la saison régulière, les six meilleures équipes sont directement qualifiées pour les séries, les quatre suivantes jouent pour les deux dernières places lors de matchs de barrage au meilleur des trois rencontres.
Mais le 13 mars 2020, en raison de la Pandémie de Covid-19, la dernière journée de saison régulière et les séries éliminatoires sont annulées. Les équipes classées au quatre premières places au moment de l'arrêt de la saison sont qualifiées pour la Ligue des champions. La cinquième est qualifiée pour la Coupe Spengler et aucune équipe n'est reléguée.

### Participants
| Équipe                  | Ville        | Entraîneur       | Patinoire               | Capacité | Capitaine        |
| ----------------------- | ------------ | ---------------- | ----------------------- | -------- | ---------------- |
| HIFK                    | Helsinki     |                  | Helsingin jäähalli      | 8 200    |                  |
| Hämeenlinnan Pallokerho | Hämeenlinna  | Antti Pennanen   | Patria-areena           | 5 360    |                  |
| Ilves                   | Tampere      |                  | Tampereen jäähalli      | 7 300    | Eemeli Suomi     |
| Jukurit Mikkeli         | Mikkeli      |                  | Kalevankankaan jäähalli | 4 200    | Miika Roine      |
| JYP Jyväskylä           | Jyväskylä    |                  | Synergia-areena         | 4 437    |                  |
| Kalevan Pallo           | Kuopio       |                  | Niiralan monttu         | 5 300    | Tommi Jokinen    |
| KooKoo Kouvola          | Kouvola      |                  | Lumon arena             | 6 000    |                  |
| Kärpät Oulu             | Oulu         | Mikko Manner     | Oulun Energia Areena    | 6 614    |                  |
| Lukko                   | Rauma        | Pekka Virta      | Äijänsuo Arena          | 5 000    | Janne Niskala    |
| Pelicans Lahti          | Lahti        | Ville Nieminen   | Isku-areena             | 5 371    |                  |
| SaiPa                   | Lappeenranta |                  | Kisapuisto              | 4 820    |                  |
| Sport Vaasa             | Vaasa        |                  | Vaasa Arena             | 4 164    | Erik Riska       |
| Tappara                 | Tampere      | Jukka Rautakorpi | Tampereen jäähalli      | 7 300    | Kristian Kuusela |
| TPS                     | Turku        |                  | HK Arena                | 11 820   | Lauri Korpikoski |
| Ässät                   | Pori         |                  | Porin jäähalli          | 6 350    |                  |

### Saison régulière

#### Classement
Tappara étant la seule équipe à avoir joué 60 matchs, et bien qu'ayant marqué un point de plus que Lukko, est classée à la troisième place en fonction de la moyenne de points.  
| Clt   | Équipe                  | PJ | V  | VP | D  | DP | BP  | BC  | Diff | Pts | Moy. |
| ----- | ----------------------- | -- | -- | -- | -- | -- | --- | --- | ---- | --- | ---- |
| +001, | Kärpät Oulu             | 59 | 36 | 7  | 11 | 5  | 185 | 114 | +71  | 127 | 2,15 |
| +002, | Lukko                   | 59 | 32 | 8  | 13 | 6  | 190 | 121 | +69  | 118 | 2    |
| +003, | Tappara                 | 60 | 30 | 11 | 12 | 7  | 188 | 128 | +60  | 119 | 1,98 |
| +004, | Ilves                   | 59 | 32 | 6  | 15 | 6  | 182 | 133 | +49  | 114 | 1,93 |
| +005, | KooKoo Kouvola          | 59 | 30 | 7  | 16 | 6  | 172 | 129 | +43  | 110 | 1,86 |
| +006, | HIFK                    | 59 | 26 | 8  | 16 | 9  | 174 | 143 | +31  | 103 | 1,75 |
| +007, | Hämeenlinnan Pallokerho | 59 | 27 | 7  | 18 | 7  | 157 | 147 | +10  | 102 | 1,73 |
| +008, | JYP Jyväskylä           | 59 | 25 | 6  | 24 | 4  | 177 | 159 | +18  | 91  | 1,54 |
| +009, | Ässät                   | 59 | 20 | 4  | 27 | 8  | 141 | 170 | -29  | 76  | 1,29 |
| +010, | Kalevan Pallo           | 59 | 19 | 5  | 27 | 8  | 156 | 186 | -30  | 75  | 1,27 |
| +011, | TPS                     | 59 | 17 | 5  | 29 | 8  | 149 | 185 | -36  | 69  | 1,17 |
| +012, | SaiPa                   | 59 | 18 | 4  | 33 | 4  | 123 | 185 | -62  | 66  | 1,12 |
| +013, | Jukurit Mikkeli         | 59 | 11 | 8  | 33 | 7  | 127 | 178 | -51  | 56  | 0,95 |
| +014, | Pelicans Lahti          | 59 | 12 | 7  | 36 | 4  | 120 | 201 | -81  | 54  | 0,92 |
| +015, | Sport Vaasa             | 59 | 11 | 4  | 36 | 8  | 129 | 191 | -62  | 49  | 0,83 |

- En gras : qualifié pour la Ligue des champions 2020-2021
- En italique : qualifié pour la Coupe Spengler (annulée)